# Pleotomus davisi
Pleotomus davisi là một loài bọ cánh cứng trong họ Đom đóm (Lampyridae). Loài này được LeConte miêu tả khoa học năm 1881.